# Газета МГ
«Газе́та МГ» — липецкая общественно-политическая городская газета. Входила в медиахолдинг «Румедиа».
Первоначально имела название «Металлу́рг», так как выпускалась «Новолипецким металлургским комбинатом». Первый номер многотиражной заводской газеты «Металлург» вышел 16 февраля 1952 года. До этого основной заводской газетой считалась «Ударная стройка», выходившая с 8 мая 1931 года; газета была официальным органом парткома, постройкома и управления Липецкстроя. После проведенного ребрендинга газета получила название «МГ» («Металлург газета»). С середины 2000-х годов издание именуется «Газета МГ». Выходила еженедельно по средам (в 2002—2003 годах выходила дважды в неделю). Часть страниц цветная, часть — черно-белая. С 1 января 2010 года выпуск газеты прекращен владельцем.

## Доставка
В 2006 году у издательства произошел конфликт с региональным отделом ФГУП «Почта России» из-за необоснованного, по мнению редакции, роста тарифов на услуги подписки и доставки газет и журналов. С тех пор подписка и распространение всего тиража осуществляется редакцией. А в 2007 году конфликт с «Почтой России» расширился: ряд региональных средств массовой информации обратились в управление Федеральной антимонопольной службы и лично к председателю правительства России М. Е. Фрадкову по поводу монополизации деятельности и необоснованного роста тарифов на распространение региональных СМИ.

## Gorod48
Помимо бумажной газеты ООО «Редакция МГ» выпускает интернет-издание Gorod48, которое существует и сейчас, несмотря на то, что выпуск газеты прекращен.